# بنجامین انکن
بنجامین انکن (فرانسوی: Benjamin Hennequin‎؛ زادهٔ ۲۴ اوت ۱۹۸۴) یک وزنه‌بردار اهل فرانسه است.
از افتخارات وی میتوان به کسب مدال نقره وزن ۸۵ کیلوگرم در مسابقات قهرمانی وزنه‌برداری جهان ۲۰۱۱ اشاره کرد.